# ولسوالی روی دوآب
ولسوالی روی دوآب یکی از ۷ ولسوالی ولایت سمنگان، به مرکزیت روی دوآب در شمال افغانستان است. روی دوآب از ولسوالی‌های درجه دوم ولایت سمنگان بوده، پهناوری آن ۲۴۱۴ کیلومتر مربع است و با ۵۲٬۴۵۰ نفر جمعیت در سال ۱۳۹۹، ششمین ولسوالی پر جمعیت ولایت سمنگان می‌باشد.
ولسوالی روی دوآب از شمال با ولسوالی خرم و سارباغ و دره‌صوف پایین، از غرب با ولسوالی دره‌صوف بالا، از جنوب با ولایت بامیان و از شرق با ولایت بغلان محدود می‌باشد.